# سواوومیر اوژخوفسکی
سواوومیر اوژخوفسکی (لهستانی: Sławomir Orzechowski؛ ‏ [ˈswavɔmʲir]؛ ‏ زادهٔ ۶ ژوئیه ۱۹۵۸) بازیگر و صداپیشه اهل لهستان است. وی دانش‌آموختهٔ آکادمی ملی هنرهای نمایشی الکساندر زلوروویچ در ورشو است.
از فیلم‌ها یا مجموعه‌های تلویزیونی که وی در آن‌ها نقش داشته‌است، می‌توان به کیلر، شش نفر، سرپیشخدمت، جاسوس، گوش آقای رئیس، نشانه‌گذاری‌شده، دو روی سکه، دستورالعمل زندگی، سال‌های شیرین، تاج پادشاهان، گنج‌های پنهان، جسم خارجی، لندنی‌ها، حوزه استحفاظی ۱۳، کارول: مردی که پاپ شد، ع چون عشق، رنگ‌های خوشبختی، هتل ۵۲، در خوشی و سختی، پدر متیو، خانه تاریک و خوک‌ها اشاره نمود.